# Rac
Rac (hebrejsky: רצ‎), oficiálně Hnutí za občanská práva a mír (hebrejsky: התנועה לזכויות האזרח ולשלום‎, ha-Tnu'a li-zchujot ha-ezrach ul-šalom) byla levicová izraelská politická strana působící od roku 1973 až do svého formálního sloučení se stranou Merec v roce 1997.

## Pozadí
Hnutí za občanská práva a mír založila v roce 1973 Šulamit Aloniová, bývalá poslankyně za stranu Ma'arach již dva dny poté, co svou původní stranu opustila. Jakožto příslušnice izraelského mírového tábora se stavěla proti okupaci Západního břehu Jordánu a Pásma Gazy a již od vzniku Organizace pro osvobození Palestiny (OOP) požadovala mírové vyzývala k uzavření mírové dohody s touto organizací. Strana obhajovala sekularismus, oddělení náboženství a státu, a občanská práva (zejména pak práva žen, která byla Aloniové velmi blízká). Strana výrazně vstupovala proti korupci a pro zavedení psané ústavy. Sama Aloniová byla iniciátorka podvýboru Knesetu pro základní zákony (izraelský ekvivalent ústavních zákonů). Po jistou dobu strana rovněž podporovala reformu volebního systému.
Strana poprvé kandidovala v parlamentních volbách v roce 1973, v nichž získala 2,2 % hlasů, což odpovídalo třem poslaneckým mandátům v Knesetu. Ty si rozdělili Aloniová, americká imigrantka Marcia Freedmanová a Bo'az Mo'av. Strana se zakrátko přejmenovala na Rac a na volebních lístcích byla označována písmeny reš a cade. Po rezignaci premiérky Goldy Meirové v roce 1974 vstoupila strana do vlády Jicchaka Rabina a Aloniové byl přidělen post ministryně bez portfeje. V tomto období, jako v jednom z mála v izraelských dějinách, se na vládě nepodílely náboženské strany. Tento stav však vydržel pouze několik měsíců, neboť poté do vlády vstoupila Národní náboženská strana, načež strana Rac vládu opustila.
V roce 1975 se strana spojila s nezařazeným poslancem Arje Eli'avem, který opustil Ma'arach, a společně vytvořili novou stranu Ja'ad – Hnutí za lidská práva. Následující rok se však nová strana rozpadla a Aloniová a Mo'az reformovali stranu Rac. Freedmanová se však již do strany nevrátila a namísto toho s Eliavem založila Sociálně-demokratickou frakci (později přejmenovanou na Nezávislou socialistickou frakci). Později stranu opustila a před volbami parlamentními volbami v roce 1977 založila Ženskou stranu. Před stejnými volbami se Nezávislá socialistická frakce spojila s několika menšími levicovými stranami (Moked, Meri a izraelskými Černými pantery) a vytvořili Levicový tábor Izraele.
Strana Rac získala ve volbách pouze jeden poslanecký mandát, který si ponechala Aloniová. V následujících volbách v roce 1981 došlo ke stejnému volebnímu výsledku. Během funkčního období Knesetu spojila stranu Rac s Ma'arachem, ale před koncem funkčního období Rac Ma'arach opustil.
Před volbami v roce 1984 se Levicový tábor Izraele sloučil se stranou Rac v poměru 1:3 a jednou z nových tváří strany se stal Ran Kohen. Ve volbách strana zlepšila svůj volební výsledek a získala tři poslanecké mandáty. Během funkčního období Knesetu se počet poslanců za stranu ještě rozšířil o další dva mandáty, když do strany vstoupili Josi Sarid a Mordechaj Viršubski, poslanci, kteří opustili své strany Ma'arach a Šinuj. Počet pěti poslaneckých mandátů si strana udržela i ve volbách v roce 1988.
Před volbami v roce 1992 strana vytvořila alianci se stranami Mapam a Šinuj pod názvem Merec (všechny strany si však v rámci aliance ponechaly samostatnost). Nová aliance ve volbách zaznamenala úspěch a získala dvanáct poslaneckých mandátů. Před volbami v roce 1996 přišla Aloniová o post předsedkyně strany, když ji ve vnitrostranických volbách porazil Sarid. Bezprostředně poté odešla z politiky. V roce 1997 došlo k oficiálnímu sloučení stran tvořící alianci Merec a strana Rac přestala existovat.

## Poslanci Knesetu
| Kneset (počet poslanců) | členové Knesetu |
| ----------------------- | --- |
| 8. (3 –1)               | Šulamit Aloniová, Bo'az Mo'av – Marcia Freedmanová (založila Sociálně-demokratickou frakci)                                          |
| 9. (1)                  | Šulamit Aloniová |
| 10. (1)                 | Šulamit Aloniová |
| 11. (3 +2)              | Šulamit Aloniová, Mordechaj Bar-On (nahrazen David Zuckerem), Ran Kohen + Josi Sarid (z Ma'arachu) + Mordechaj Viršubski (ze Šinuje) |
| 12, (5)                 | Šulamit Aloniová, Ran Kohen, Josi Sarid, Mordechaj Viršubski, David Zucker                                                           |